# Viking Palm
Bror Viking Palm (Broby, 13 ottobre 1923 – Täby, 19 gennaio 2009) è stato un lottatore svedese, specializzato nella lotta libera.

## Palmarès
- Giochi olimpici

Helsinki 1952: oro nei pesi medio-massimi.
- Mondiali

Helsinki 1951: argento negli 87 kg.
Tokyo 1954: bronzo negli 87 kg.
- Europei

Istanbul 1949: argento negli 87 kg.